# Communauté de communes de Haute-Bléone
Die Communauté de communes de Haute-Bléone war ein französischer Gemeindeverband mit der Rechtsform einer Communauté de communes im Département Alpes-de-Haute-Provence in der Region Provence-Alpes-Côte d’Azur. Sie wurde am 11. Dezember 2003 gegründet und umfasste sechs Gemeinden. Der Verwaltungssitz befand sich im Ort Le Brusquet.

## Historische Entwicklung
Am 1. Januar 2017 wurde der Gemeindeverband mit den Communautés de communes Asse-Bléone-Verdon, Pays de Seyne, Moyenne-Durance und Duyes et Bléone zur neuen Provence-Alpes-Agglomération zusammengeschlossen.

## Ehemalige Mitgliedsgemeinden
1. Archail
2. Beaujeu
3. Le Brusquet
4. Draix
5. La Javie
6. Prads-Haute-Bléone